# Reinaldo de Châtillon
Reinaldo de Châtillon (c. 1124 – 4 de julio de 1187) fue un caballero cruzado francés, príncipe de Antioquía —un Estado cruzado en Oriente Próximo— de 1153 a 1160 o 1161, y señor de Transjordania —un gran feudo en el Reino de Jerusalén— desde 1175 hasta su muerte, gobernando ambos territorios por iure uxoris ('por derecho de esposa'). Siendo el hijo menor de un noble francés, se unió a la segunda cruzada en 1147 y se estableció en Jerusalén como mercenario. Seis años más tarde, se casó con la princesa Constanza de Antioquía, aunque sus súbditos consideraron el matrimonio como una hipergamia.
Siempre necesitado de fondos, Reinaldo torturó a Emerico de Limoges, patriarca latino de Antioquía, que se había negado a pagarle un subsidio. En 1156 lanzó una incursión de saqueo en Chipre, que causó una gran destrucción en este territorio perteneciente al Imperio bizantino. Cuatro años más tarde, Manuel I Comneno, el emperador bizantino, dirigió un ejército hacia Antioquía, que lo obligó a aceptar su soberanía. En 1160 o 1161, Reinaldo se encontraba atacando el valle del río Éufrates cuando el gobernador de Alepo lo capturó en Marash y sería liberado mediante un gran rescate en 1176, pero no regresó a Antioquía porque su esposa había muerto mientras tanto. En 1177, se casó con Estefanía de Milly, la rica heredera de Transjordania, y dado que Balduino IV de Jerusalén le concedió también el Señorío de Hebrón, se convirtió en uno de los barones más ricos del reino. Después de que el rey, que padecía lepra, lo nombrara regente ese mismo año, dirigió el ejército cruzado que derrotó a Saladino, sultán Egipto y Siria, en la batalla de Montgisard. Al controlar las rutas de las caravanas entre Egipto y Siria, Reinaldo era el único caudillo cristiano que siguió una política ofensiva contra Saladino, realizando incursiones de saqueo contra las caravanas que viajaban cerca de sus dominios. Después de que su recién construida flota saqueara la costa del mar Rojo a principios de 1183, amenazando la ruta de los peregrinos musulmanes a La Meca, el sultán prometió nunca perdonarlo.
Reinaldo era un firme partidario de la hermana de Balduino IV, Sibila, y de su marido, Guido de Lusignan, durante los conflictos relacionados con la sucesión del rey; la pareja tomar el trono en 1186 gracias a su cooperación y de Joscelino III de Courtenay, tío de la reina. A pesar de una tregua entre cristianos y musulmanes, atacó una caravana que viajaba de Egipto a Siria a finales de 1186 o principios de 1187, alegando que la tregua no lo relacionaba. Después de negarse a pagar una compensación, el sultán invadió el reino y aniquiló al ejército cruzado en la batalla de Hattin, donde fue capturado. Saladino lo decapitó en persona por sus actos de bandidaje y otros crímenes luego de que rechazara convertirse al Islam. La mayoría de los historiadores lo han considerado como un aventurero irresponsable cuya ansia de botín provocó la caída del Reino de Jerusalén. Por otro lado, el historiador Bernard Hamilton dice que fue el único comandante cruzado que intentó impedir la unificación de los estados musulmanes cercanos.

## Primeros años
Reinaldo era el benjamín de Hervé II, señor de Donzy en el Reino de Francia. En la antigua historiografía se creía que era hijo de Geoffrey, conde de Gien, pero el historiador Jean Richard demostró su parentesco con los señores de Donzy. Eran nobles influyentes en el Ducado de Borgoña (en la actual Francia oriental), que afirmaban descender de los Paladio, una prominente familia aristocrática galorromana. La madre de Reinaldo era una hija de nombre desconocido de Hugo el Blanco, señor de La Ferté-Milon.
Nacido hacia 1124, Reinaldo heredó el Señorío de Châtillon-sur-Loire, sin embargo, se quejaría años más tarde en una carta ante el rey Luis VII de Francia cuando «confiscaron de manera violenta e injusta» una parte de su patrimonio. El historiador Malcolm Barber dice que este acontecimiento quizás lo motivó a dejar su hogar y dirigirse a Tierra Santa. Según los historiadores modernos, llegó al Reino de Jerusalén con el ejército francés durante la segunda cruzada en 1147, y decidió permanecer en aquel territorio  cuando los cruzados abandonaron la campaña militar dos años después. A principios de 1153, se sabe que combatió en el ejército de Balduino III de Jerusalén durante el asedio de Ascalón.
El historiador del siglo XII, Guillermo de Tiro, era un enemigo político de Reinaldo y lo describe como «una especie de caballero mercenario» cuando compara su condición social con la princesa Constanza de Antioquía, con quien se había comprometido en matrimonio antes de finalizar la conquista de Ascalón. La princesa era la única hija y sucesora de Bohemundo II de Antioquía y había enviudado cuando su consorte, Raimundo de Poitiers, pereció en la batalla de Inab el 28 de junio de 1148. Para asegurar la defensa de Antioquía, Balduino III, que era primo de Constanza, dirigió su ejército hacia el Principado al menos tres veces durante los años siguientes e intentó persuadirla para que se volviera a casar, pero no aceptó a sus candidatos. También rechazó a Juan Roger, a quien el emperador bizantino Manuel I Comneno propuso como cónyuge. La pareja mantuvo su compromiso en secreto hasta que el rey concedió su permiso para casarse. Según el historiador Andrew D. Buck, necesitaban un permiso real porque Reinaldo estaba al servicio del rey. La crónica de principios del siglo XIII conocida como Estoire d'Eracles afirma que Balduino III consintió en el matrimonio porque lo liberaba de su obligación de «defender una tierra» (Antioquía) «que estaba tan lejos» de su reino.

## Príncipe de Antioquía

Los Estados cruzados alrededor de 1165 (el Principado de Antioquía está marcado en azul).

Después que el rey diera su consentimiento, Constanza se casó con Reinaldo, a quien coronaron como príncipe en mayo de 1153 o poco antes. En ese mismo mes, confirmó los privilegios de los comerciantes venecianos. Guillermo de Tiro registra que sus súbditos estaban asombrados de que su princesa "famosa, poderosa y de alta nobleza" se casara con un hombre de bajo estatus. No ha sobrevivido ninguna moneda acuñada del nuevo príncipe, lo que según Buck indica que su posición era relativamente débil. A diferencia de Raimundo de Poitiers que emitía sus cartas sin mencionar a su esposa, Reinaldo siempre la mencionaba y que cada decisión que tomaba lo hacía con su consentimiento. Sin embargo, controlaba los nombramientos de los cargos más altos en el Principado: designó condestable a Geoffrey Jordanis y duque de Antioquía a Geoffrey Falsard.
El cronista normando Roberto de Torigni escribe que Reinaldo se apoderó de tres fortalezas de los alemanes poco después de su ascenso, pero no las nombra. El acaudalado patriarca latino de Antioquía, Emerico de Limoges, no ocultó su consternación ante el segundo matrimonio de Constanza, incluso se negó a pagar un tributo a su consorte ya que como menciona Barber, «tenía extrema necesidad de dinero». En represalia por esta negativa fue arrestado y torturado en el verano de 1154, siendo obligado a sentarse desnudo y cubierto de miel al sol, antes de ser enviado a prisión. Emerico sólo fue liberado a petición de Balduino III, pero pronto abandonó Antioquía y se dirigió a Jerusalén. Para sorpresa, no lo excomulgaron frente a este abuso contra un clérigo de alto rango. Buck sostiene que pudo evitar el castigo debido a las disputas previas del patriarca con la Santa Sede sobre el arzobispado de Tiro. No obstante, fue excomulgado a petición del papado en 1154 como consecuencia de un conflicto entre Antioquía y la República de Génova.
El emperador Manuel, que reclamaba soberanía sobre Antioquía, mando embajadores a Reinaldo, con la proposición de reconocerlo como el nuevo príncipe si realizaba una campaña contra los armenios de Cilicia, quienes se sublevaron contra el dominio bizantino. También prometió recompensarlo por los gastos de la campaña y después vencerlos en Alejandreta en 1155, los caballeros templarios tomaron el control de la región de las Puertas Sirias que los armenios habían invadido recientemente. Aunque las fuentes no están claras, Runciman y Barber coinciden en que Reinaldo les concedió el territorio.
Como siempre necesitaba de fondos, Reinaldo instó a Manuel a enviar el pago, pero este no cumplió con lo prometido. Ante esta negativa, formó una alianza con el señor armenio Thoros II de Cilicia y juntos atacaron la isla bizantina de Chipre y la saquearon durante tres semanas a principios de 1156. Al escuchar rumores de que una flota imperial se acercaba a la isla, la abandonaron, pero sólo después de obligar a los chipriotas a pagar un rescate, con el excepción de los personajes más ricos, incluido Juan Ducas Comneno, sobrino del emperador, a quienes se llevaron a Antioquía como rehenes.
En el otoño de 1157, Balduino III invadió los territorios musulmanes en el valle del río Orontes al aprovechar la llegada a Tierra Santa del ejército del conde Teodorico de Flandes y un terremoto que había destruido la mayoría de las ciudades del norte de Siria. Reinaldo se unió a estos y sitiaron la fortaleza de Shaizar. En este punto, la fortaleza estaba en manos de la secta musulmana de los asesinos, pero antes del sismo había sido la sede de la tribu de Banu Munqid que pagaban un tributo anual a Antioquía. El rey planeaba conceder el baluarte a Teodorico, pero Reinaldo exigió que este le rindiera homenaje. Después de rehusarse en forma rotunda a jurar lealtad a un advenedizo, los cruzados abandonaron el asedio. Luego, marcharon sobre Harenc (actual Harem), que había sido una fortaleza antioquena antes de su caída ante Nur al-Din en 1150. Posterior a la caída de la ciudad en febrero de 1158, el príncipe lo entregó como feudo al caballero flamenco Reinaldo de Saint-Valery.
El emperador Manuel invadió inesperadamente Cilicia, lo que obligó a Teodoro II a buscar refugio en las montañas en diciembre de 1158. Incapaz de resistir una invasión bizantina a gran escala, Reinaldo se apresuró a partir hacia Mamistra para someterse voluntariamente. A petición del emperador, tuvo que caminar descalzo y con la cabeza descubierta por las calles de la ciudad hasta su tienda donde se postró a suplicar clemencia. Guillermo de Tiro afirmó que «la gloria del mundo latino quedó avergonzada» en aquella ocasión, porque los emisarios de los gobernantes musulmanes y cristianos cercanos también estuvieron presentes durante el acto de humillación. También se exigió colocar un patriarca griego en Antioquía; aunque su demanda no fue aceptada, la evidencia documental indica que Gerard, el obispo católico de Latakia, se vio obligado a trasladarse a Jerusalén. El príncipe además prometió establecer una guarnición bizantina en la ciudadela cuando fuera necesario y enviar una hueste a combatir en los ejércitos bizantinos. En poco tiempo, Balduino III persuadió a Manuel para que regresara el patriarca Emerico al Principado, en lugar de posicionar un patriarca griego. Cuando el emperador hizo su entrada en Antioquía con mucha pompa y ceremonia el 12 de abril de 1159, Reinaldo sujetaba las riendas de su caballo.
Reinaldo realizó una incursión de saqueo en el valle del río Éufrates en Marash para apoderarse de ganado, caballos y camellos de los campesinos locales en noviembre de 1160 o 1161. Sin embargo, Majd al-Din, comandante de Nur al-Din, reunió sus tropas, diez mil hombres según el historiador contemporáneo Mateo de Edesa, y lo atacó cuando regresaba a Antioquía. Intentó oponer resistencia, pero lo desmontaron, capturaron y lo enviaron a Alepo, donde estuvo mantenido en prisión.

## Cautiverio y liberación

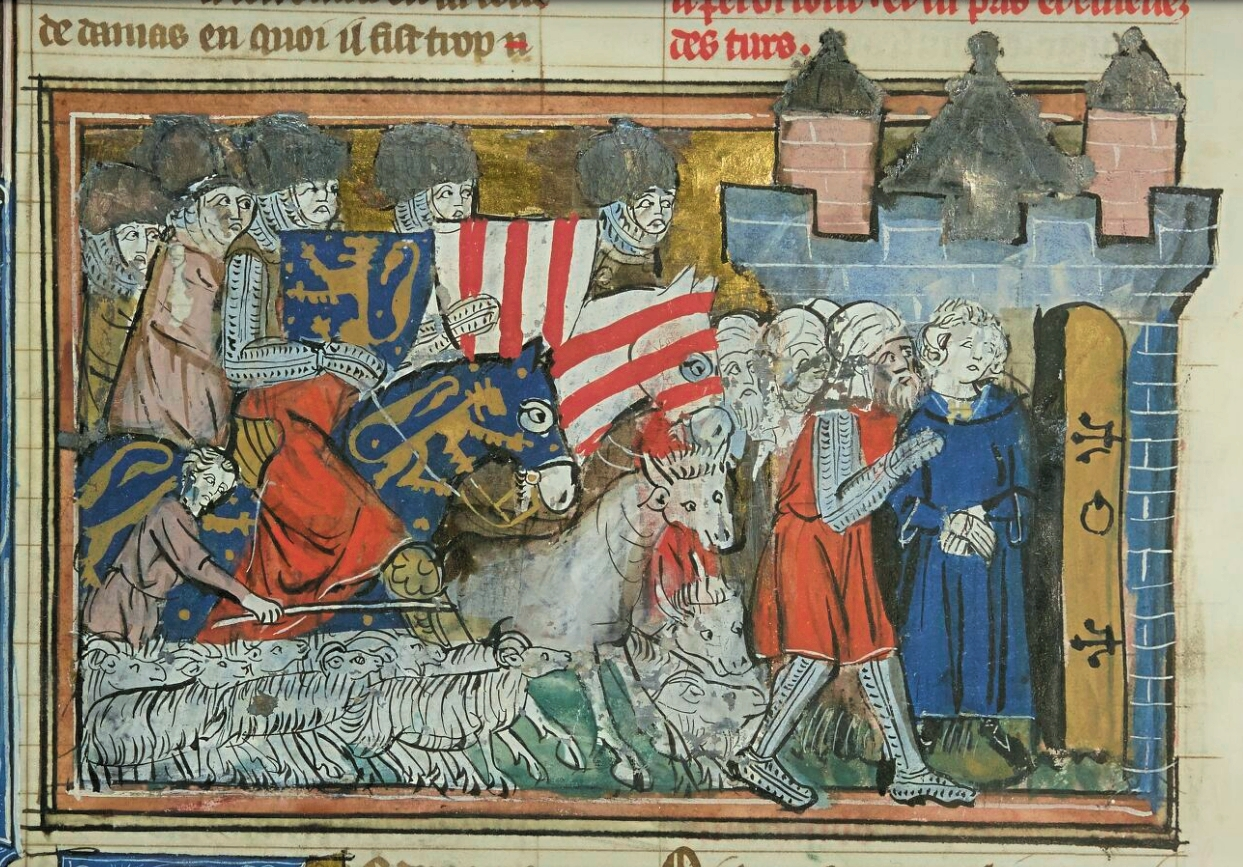
RReinaldo encarcelado en Alepo] (de un manuscrito de mediados del de la Historia y su Continuación de Guillermo de Tiro).

Casi nada se sabe sobre la vida de Reinaldo mientras estuvo encarcelado durante quince años. Compartió su prisión con Joscelino III de Courtenay, el conde titular de Edesa, que había sido capturado un par de meses antes que él. En ausencia de Reinaldo, Constanza quería gobernar sola, pero Balduino III de Jerusalén nombró regente al patriarca Emerico en nombre de su hijo de quince años (hijastro de Reinaldo), Bohemundo III de Antioquía. Constanza murió alrededor de 1163, poco después de que su hijo alcanzara la mayoría de edad. Su muerte privó a Reinaldo de su derecho a Antioquía. Sin embargo, se había convertido en una personalidad importante, con conexiones familiares prominentes, ya que su hijastra, María de Antioquía, se casó con el emperador Manuel en 1161, y su propia hija, Inés, se convirtió en la esposa de Bela III de Hungría.
Nur al-Din murió inesperadamente en 1174. Su hijo menor de edad, as-Salih Ismail al-Malik, lo sucedió, y el mameluco ('esclavo-soldado') de Nur al-Din, Gümüshtekin, asumió la regencia en su lugar en Alepo. Al no poder resistir los ataques del kurdo Saladino, Gümüshtekin buscó el apoyo del hijastro de Reinaldo, Bohemundo III de Antioquía, y a petición suya liberó a Reinaldo junto con Joscelino de Courtenay y todos los demás prisioneros cristianos en 1176. El rescate de Reinaldo, fijado en 120 000 dinares de oro, reflejaba su prestigio. Lo más probable es que lo pagara el emperador Manuel, según Barber y Hamilton.
Reinaldo llegó a Jerusalén con Joscelino antes del 1 de septiembre de 1176, donde se convirtió en un aliado cercano de la hermana de Joscelino, Inés de Courtenay. Fue madre del joven Balduino IV de Jerusalén, que padecía lepra. Hugo Eterianus, que vivió en Constantinopla después de 1165 aproximadamente, mencionó en el prefacio de su obra Sobre la Procesión del Espíritu Santo, que había pedido al "príncipe Reinaldo" que entregara una copia de la obra a Emerico de Limoges.  Hamilton escribe que estas palabras sugieren que Reinaldo dirigió la embajada que Balduino IV envió a Constantinopla para confirmar una alianza entre Jerusalén y el Imperio bizantino contra Egipto hacia finales de 1176.

## Señor de Transjordania

### Primeros años
Después de su regreso de Constantinopla a principios de 1177, Reinaldo se casó con Estefanía de Milly, la señora de Transjordania, y Balduino IV también le concedió Hebrón. La primera carta existente que designa a Reinaldo como "señor de Hebrón y Montreal" se emitió en noviembre de 1177. Debía el servicio de 60 caballeros a la Corona, lo que demuestra que se había convertido en uno de los barones más ricos del reino. Desde sus castillos en Kerak y Montreal, controlaba las rutas entre las dos partes principales del Imperio de Saladino, Siria y Egipto. Reinaldo y el cuñado de Balduino IV, Guillermo de Montferrato, concedieron conjuntamente grandes propiedades a Rodrigo Álvarez, el fundador de la Orden de Monte Gaudio, para fortalecer la defensa de la frontera sur y este del reino. Después de la muerte de Guillermo de Montferrato en junio de 1177, el rey nombró a Reinaldo regente del reino.

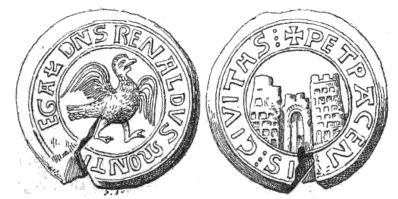
Sello de Reinaldo.

El primo de Balduino IV, Felipe I, conde de Flandes, llegó a Tierra Santa al frente de un ejército cruzado a principios de agosto de 1177. El rey le ofreció la regencia, pero Felipe rechazó la oferta, diciendo que no quería permanecer en el reino. Felipe declaró que estaba "dispuesto a recibir órdenes" de cualquiera, pero protestó cuando Baldwin confirmó la posición de Reinaldo como "regente del reino y de los ejércitos", ya que pensaba que un comandante militar sin poderes especiales debería liderar el ejército. Felipe abandonó el reino un mes después de su llegada.
Saladino invadió la región de Ascalón, pero el ejército real lanzó un ataque contra él en la batalla de Montgisard el 25  de noviembre, lo que provocó su derrota. Guillermo de Tiro y Ernoul atribuyeron la victoria al rey, pero Baha al-Din y otros autores musulmanes registraron que Reinaldo era el comandante supremo. El propio Saladino se refirió a la batalla como una "gran derrota que Dios reparó con la famosa batalla de Hattin", según Baha al-Din. 
Reinaldo firmó la mayoría de las cartas reales entre 1177 y 1180, siendo su nombre siempre el primero entre los firmantes, lo que demuestra que fue el funcionario más influyente del rey durante este período. Reinaldo se convirtió en uno de los principales partidarios de Guido de Lusignan, quien se casó con la hermana mayor del rey, Sibila, a principios de 1180, aunque muchos barones del reino se habían opuesto al matrimonio. La media hermana del rey, Isabel (cuyo padrastro, Balián de Ibelín, era el oponente de Guido de Lusignan), estaba comprometida con el hijastro de Reinaldo, Hunfredo IV de Torón, en el otoño de 1180.
Balduino  IV envió a Reinaldo, junto con Heraclio, el patriarca latino de Jerusalén, para mediar en una reconciliación entre Bohemundo III de Antioquía y el patriarca Emerico a principios de 1181. El mismo año, Rubén III, señor de Armenia de Cilicia, se casó La hijastra de Reinaldo, Isabel de Torón.

### Enfrentamientos contra Saladino

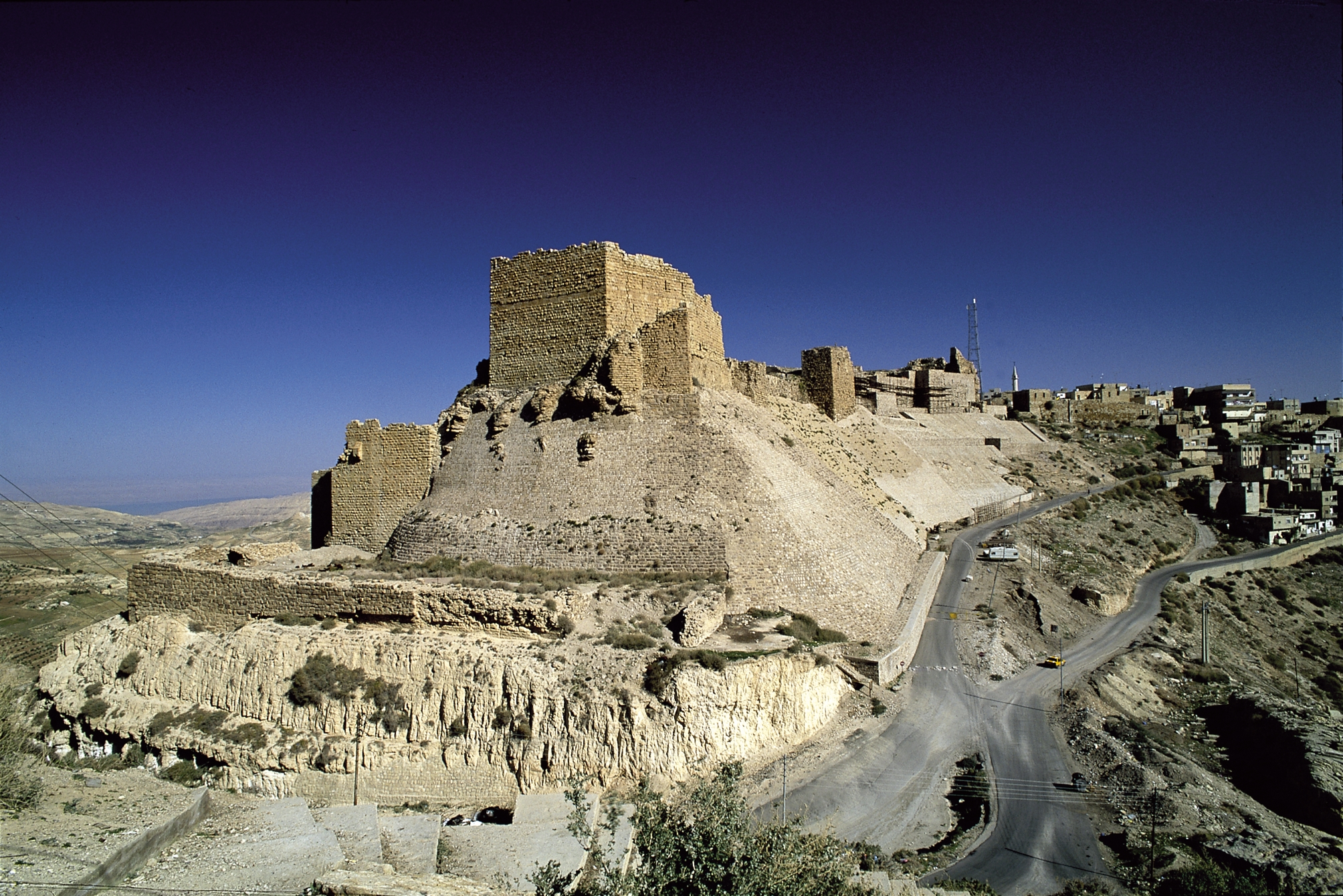
Castillo de Kerak, una importante fortaleza del Señorío de Transjordania (actualmente al-Karak en Jordania).

Reinaldo fue el único líder cristiano que luchó contra Saladino en la década de 1180. El cronista contemporáneo Ernoul menciona dos incursiones que Reinaldo realizó contra caravanas que viajaban entre Egipto y Siria, rompiendo la tregua. Los historiadores modernos debaten si las acciones militares de Reinaldo surgieron de un deseo de botín, o fueron maniobras deliberadas para evitar que Saladino anexara nuevos territorios. Después de la muerte de as-Salih el 18 de noviembre de 1181, Saladino intentó apoderarse de Alepo, pero Reinaldo irrumpió en el territorio de Saladino, llegando hasta Tabuk en la ruta entre Damasco y La Meca. El sobrino de Saladino, Farrukh Shah, invadió Transjordania en lugar de atacar Alepo para obligar a Reinaldo a regresar del desierto de Arabia. En poco tiempo, Reinaldo se apoderó de una caravana y encarceló a sus miembros. Ante la protesta de Saladino, Balduino IV ordenó a Reinaldo que los liberara, pero Reinaldo se negó. Su desafío molestó al rey, lo que permitió a los partidarios de Raimundo III de Trípoli reconciliarlo con el monarca. Raimundo, pariente cercano de Balduino, había asumido la regencia en 1174, pero fue expulsado del reino por supuestamente conspirar contra el rey enfermo. El regreso de Raimundo a la corte real puso fin a la posición suprema de Reinaldo. Después de aceptar la nueva situación, Reinaldo cooperó con el rey y Raimundo durante las luchas contra Saladino en el verano de 1182.
Saladino revivió la fuerza naval egipcia e intentó capturar Beirut, pero sus barcos se vieron obligados a retirarse. Reinaldo ordenó la construcción de al menos cinco barcos en Transjordania. Fueron llevados a través del desierto del Néguev hasta el golfo de Aqaba en el extremo norte del Mar Rojo en enero o febrero de 1183. Capturó el fuerte de Aila (actual Eilat en Israel), y atacó la fortaleza egipcia en la isla del Faraón. Parte de su flota realizó una incursión de saqueo a lo largo de las costas contra los barcos que transportaban peregrinos y mercancías musulmanes, amenazando la seguridad de las ciudades santas de La Meca y Medina. Reinaldo abandonó la isla, pero su flota continuó el asedio. El hermano de Saladino, al-Adil, gobernador de Egipto, envió una flota al Mar Rojo. Los egipcios relevaron la isla del Faraón y destruyeron la flota cristiana. Algunos de los soldados fueron capturados cerca de Medina porque desembarcaron para escapar o atacar la ciudad. Los hombres de Reinaldo fueron ejecutados y Saladino juró que nunca lo perdonaría. Aunque la expedición naval de Reinaldo "mostró un notable grado de iniciativa" según Hamilton, la mayoría de los historiadores modernos coinciden en que contribuyó a la unificación de Siria y Egipto bajo el gobierno de Saladino. Saladino capturó Alepo en junio de 1183, completando el cerco de los estados cruzados.
Balduino IV, que había enfermado gravemente, nombró regente a Guido de Lusignan en octubre de 1183. Al cabo de un mes, Balduino había destituido a Guido y había coronado rey a su hijastro de cinco años, Balduino V, en asociación con él. Reinaldo no estuvo presente en la coronación del niño, porque estaba en la boda de su hijastro, Hunfredo, y la hermana de Balduino IV, Isabel, en Kerak. Saladino invadió inesperadamente Transjordania, obligando a los habitantes locales a buscar refugio en Kerak. Después de que Saladino irrumpió en la ciudad, Reinaldo solo logró escapar a la fortaleza porque uno de sus sirvientes había impedido que los atacantes tomaran el puente entre la ciudad y el castillo. Saladino sitió Kerak. Según Ernoul, la esposa de Reinaldo envió platos de la boda a Saladino, persuadiéndolo de que dejara de bombardear la torre donde se alojaban su hijo y su esposa. Después de que los enviados de Kerak informaron a Balduino IV del asedio, el ejército real salió de Jerusalén hacia Kerak bajo el mando del rey y Raimundo III de Trípoli. Saladino abandonó el asedio antes de su llegada el 4 de diciembre. Por orden de Saladino, Izz al-Din Usama hizo construir una fortaleza en Ajlun, cerca de la frontera norte de los dominios de Reinaldo.

### Hacedor de reyes

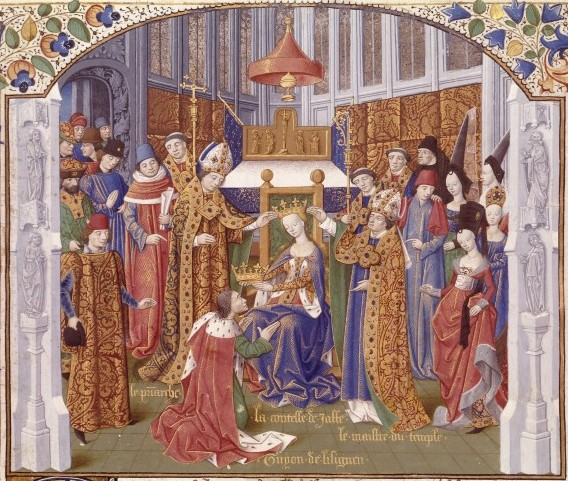
Coronación de Guido de Lusignan, por su esposa, Sibila de Jerusalén, quien fue proclamada reina con la ayuda de Reinaldo (de un manuscrito de finales del de la Historia y su Continuación de Guillermo de Tiro).

Balduino IV murió a principios de 1185. Su sucesor, el niño Balduino V, murió a finales del verano de 1186. La Alta Corte de Jerusalén había dictaminado que ni  la madre de Balduino V, Sibila (que era la esposa de Guido de Lusignan), Ni su hermana, Isabel (que era la esposa del hijastro de Reinaldo), podría ser coronada sin la decisión del papa, el emperador del Sacro Imperio Romano Germánico y los reyes de Francia e Inglaterra sobre  el sucesor legítimo de Balduino V. Sin embargo, el tío de Sibila, Joscelino III de Courtenay, tomó el control de Jerusalén con el apoyo de Reinaldo y otros prelados y funcionarios reales influyentes. Reinaldo instó a la gente del pueblo a aceptar a Sibila como el monarca legítimo, según el Estoire d'Eracles. Raimundo III de Trípoli y sus partidarios intentaron impedir su coronación y recordaron a sus partidarios la decisión del Tribunal Superior. Haciendo caso omiso de su protesta, Reinaldo y Gerard de Ridefort, gran maestre de los caballeros templarios, acompañaron a Sibila al Santo Sepulcro, donde fue coronada. También organizó la coronación de su marido, aunque era impopular incluso entre sus seguidores. Sus oponentes intentaron persuadir al hijastro de Reinaldo, Humphrey, para reclamar la corona en nombre de su esposa, pero Hunfredo los abandonó y juró lealtad a Sibila y Guido. Reinaldo encabezó la lista de testigos seculares en cuatro cartas reales emitidas entre el 21 de octubre de 1186 y el 7 de marzo de 1187, lo que demuestra que se había convertido en una figura principal en la corte del nuevo rey.
Ali ibn al-Athir y otros historiadores musulmanes afirmaron que Reinaldo hizo una tregua por separado con Saladino en 1186. Esto "parece poco probable que sea cierto", según Hamilton, porque la tregua entre el Reino de Jerusalén y Saladino cubría legalmente la soberanía de los dominios de Reinaldo ya que formaban un gran feudo en el Reino. A finales de 1186 o principios de 1187, una rica caravana viajó a través de Transjordania desde Egipto a Siria. Ali ibn al-Athir mencionó que un grupo de hombres armados acompañaba a la caravana. Reinaldo se apoderó de la caravana, posiblemente porque consideraba la presencia de soldados como una violación de la tregua, según Hamilton. Tomó prisioneros a todos los comerciantes y sus familias, se apoderó de una gran cantidad de botín y se negó a recibir enviados de Saladino exigiendo una compensación. Saladino envió sus enviados a Guido de Lusignan, quien aceptó sus demandas. Sin embargo, Reinaldo se negó a obedecer al rey, afirmando en palabras de la Estoire d'Eracles que "él era señor de su tierra, así como Guido era señor de la suya, y no tenía treguas con los sarracenos ". Para Barber, la desobediencia de Reinaldo indica que el reino estaba "a punto de dividirse en una colección de feudos semiautónomos" bajo el gobierno de Guido. Saladino proclamó una yihad (o guerra santa) contra el reino, y juró que mataría personalmente a Reinaldo por romper la tregua. El historiador Paul M. Cobb comenta que Saladino "necesitaba desesperadamente una victoria contra los francos para silenciar a quienes lo criticaban por pasar tanto tiempo en guerra con sus compañeros musulmanes".

El príncipe Reinaldo, señor de Kerak, era uno de los francos más grandes y malvados, el más hostil a los musulmanes y el más peligroso para ellos. Consciente de esto, Saladino lo atacó con bloqueos una y otra vez y asaltó su territorio ocasión tras ocasión. Como resultado, quedó avergonzado y humillado y pidió una tregua a Saladino, que le fue concedida. La tregua fue firmada y debidamente jurada. Luego, las caravanas iban y venían entre Siria y Egipto. [En el año 582 A. H.] pasó junto a él una gran caravana, rica en bienes y con muchos hombres, acompañada de un buen número de soldados. El maldito se apoderó traicioneramente de todos los hombres y convirtió en su botín sus bienes, animales y armas. A los que hizo cautivos los envió a sus prisiones. Saladino envió culpándolo, deplorando su acción traicionera y amenazándolo si no liberaba a los cautivos y los bienes, pero él no accedió a hacerlo y persistió en su negativa. Saladino juró que, si alguna vez lo tuviera en su poder, lo mataría.
Ali ibn al-Athir, La Historia Completa

## Captura y ejecución

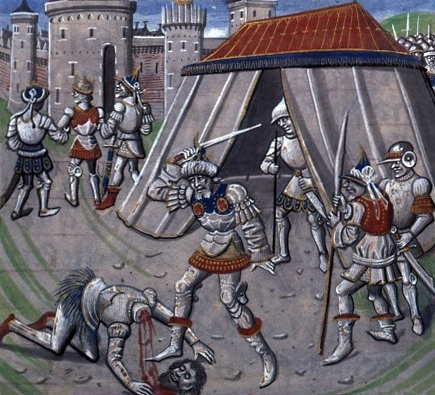
Ejecución de Reinaldo en Hattin (de un manuscrito del de la Historia y su Continuación de Guillermo de Tiro)

La Estoire d'Eracles afirma incorrectamente que la hermana de Saladino también estaba entre los prisioneros hechos por Reinaldo cuando se apoderó de la caravana. Regresó de La Meca a Damasco en una caravana de peregrinos separada en marzo de 1187. Para protegerla contra un ataque de Reinaldo, Saladino escoltó a los peregrinos mientras viajaban cerca de Transjordania. Saladino irrumpió en Transjordania el 26 de abril y saqueó los dominios de Reinaldo durante un mes. A partir de entonces, Saladino marchó hacia Ashtara en el camino entre Damasco y Tiberíades, donde se reunieron las tropas procedentes de todas partes de su reino.
Las fuerzas cristianas se reunieron en Séforis. Reinaldo y Gerard de Ridefort persuadieron a Guido de Lusignan para que tomara la iniciativa y atacara al ejército de Saladino, aunque Raimundo III de Trípoli había tratado de persuadir al rey para que evitara una pelea directa con él. Durante el debate, Reinaldo acusó a Raimundo de Trípoli de cooperar con el enemigo. Reinaldo y Rideford habían juzgado fatalmente mal la situación. Saladino infligió una aplastante derrota a los cruzados en la batalla de Hattin el 4 de julio, y la mayoría de los comandantes del ejército cristiano fueron capturados en el campo de batalla.
Guido de Lusignan y Reinaldo estaban entre los prisioneros que fueron llevados ante Saladino. Saladino le entregó una taza de agua de rosas helada a Guido. Después de beber de la copa, el rey se la entregó a Reinaldo. Imad al-Din (que estaba presente) registró que Reinaldo bebió de la copa. Dado que la ley consuetudinaria prescribía que un hombre que daba comida o bebida a un prisionero no podía matarlo, Saladino señaló que fue Guy quien le había dado la copa a Reinaldo. Después de llamar a Reinaldo a su tienda, Saladino lo acusó de muchos crímenes (incluido bandolerismo y blasfemia), ofreciéndole elegir entre la conversión al Islam o la muerte, según Imad al-Din e Ibn al-Athir. Después de que Reinaldo se negó rotundamente a convertirse, Saladino tomó una espada y golpeó a Reinaldo con ella. Cuando Reinaldo cayó al suelo, Saladino lo decapitó. La confiabilidad de los informes sobre la oferta de Saladino a Reinaldo está sujeta a debate académico, porque los autores musulmanes que los registraron pueden haber querido solo mejorar la imagen de Saladino.[ La crónica de Ernul y la Estoire d'Eracles relatan los acontecimientos que terminaron con la ejecución de Reinaldo casi en el mismo idioma que los autores musulmanes. Sin embargo, según la crónica de Ernoul, Reinaldo se negó a beber de la copa que Guido de Lusignan le entregó. Según Ernul, los soldados de Saladino cortaron la cabeza de Reinaldo y la llevaron a Damasco para ser "arrastrada por el suelo para mostrar a los sarracenos, a quienes el príncipe había agraviado, que se había exigido venganza". Baha al-Din también escribió que el destino de Reinaldo conmocionó a Guido de Lusignan, pero Saladino pronto lo consoló, afirmando que "Un rey no mata a un rey, pero la perfidia y la insolencia de ese hombre fueron demasiado lejos".

## Familia
La primera esposa de Reinaldo, Constanza de Antioquía (nacida en 1128), era la única hija de Bohemundo II de Antioquía y Alicia de Jerusalén. Constanza sucedió a su padre en Antioquía en 1130. Seis años más tarde, fue entregada en matrimonio a Raimundo de Poitiers, quien murió en 1149. El matrimonio de la viuda Constanza con Reinaldo se describe como "la mala alianza de los siglo" por Hamilton, pero Buck enfatiza que "el matrimonio no se menciona en las crónicas occidentales". Buck agrega que la natalidad relativamente baja de Reinaldo "en realidad lo convirtió en el candidato ideal" para casarse con la princesa viuda que tenía un hijo con un fuerte derecho a gobernar al alcanzar la mayoría de edad, y posiblemente se "esperaba que Reinaldo eventualmente se hiciera a un lado".
La hija de Reinaldo y Constanza, Inés, se mudó a Constantinopla a principios de 1170 para casarse con Alejo-Bela, el hermano menor de Esteban III de Hungría, que vivía en el Imperio bizantino. Inés pasó a llamarse Ana en Constantinopla  Su marido sucedió a su hermano como Bela III de Hungría en 1172. Siguió a su marido a Hungría, donde dio a luz a siete hijos antes de morir alrededor de 1184. La segunda hija de Reinaldo y Constanza, Alice, se convirtió en la tercera esposa de Azzo VI de Este en 1204. Reinaldo también tuvo un hijo, Balduino, de Constanza, según Hamilton y Buck, pero Runciman dice que Balduino era el hijo de Constanza de su primer marido. Balduino se mudó a Constantinopla a principios de la década de 1160. Murió luchando al frente de un regimiento de caballería bizantino en la batalla de Miriocéfalo el 17  de septiembre de 1176.
La segunda esposa de Reinaldo, Estefanía de Milly, era la hija menor de Felipe de Milly, señor de Nablus, e Isabel de Transjordania. Nació alrededor de 1145. Su primer marido, Hunfredo III de Torón, murió alrededor de 1173. Heredó Transjordania de su sobrina, Beatriz Brisbarre, poco antes de casarse con Miles de Plancy a principios de 1174. Miles de Plancy fue asesinado en octubre de 1174.

## Historiografía y percepciones

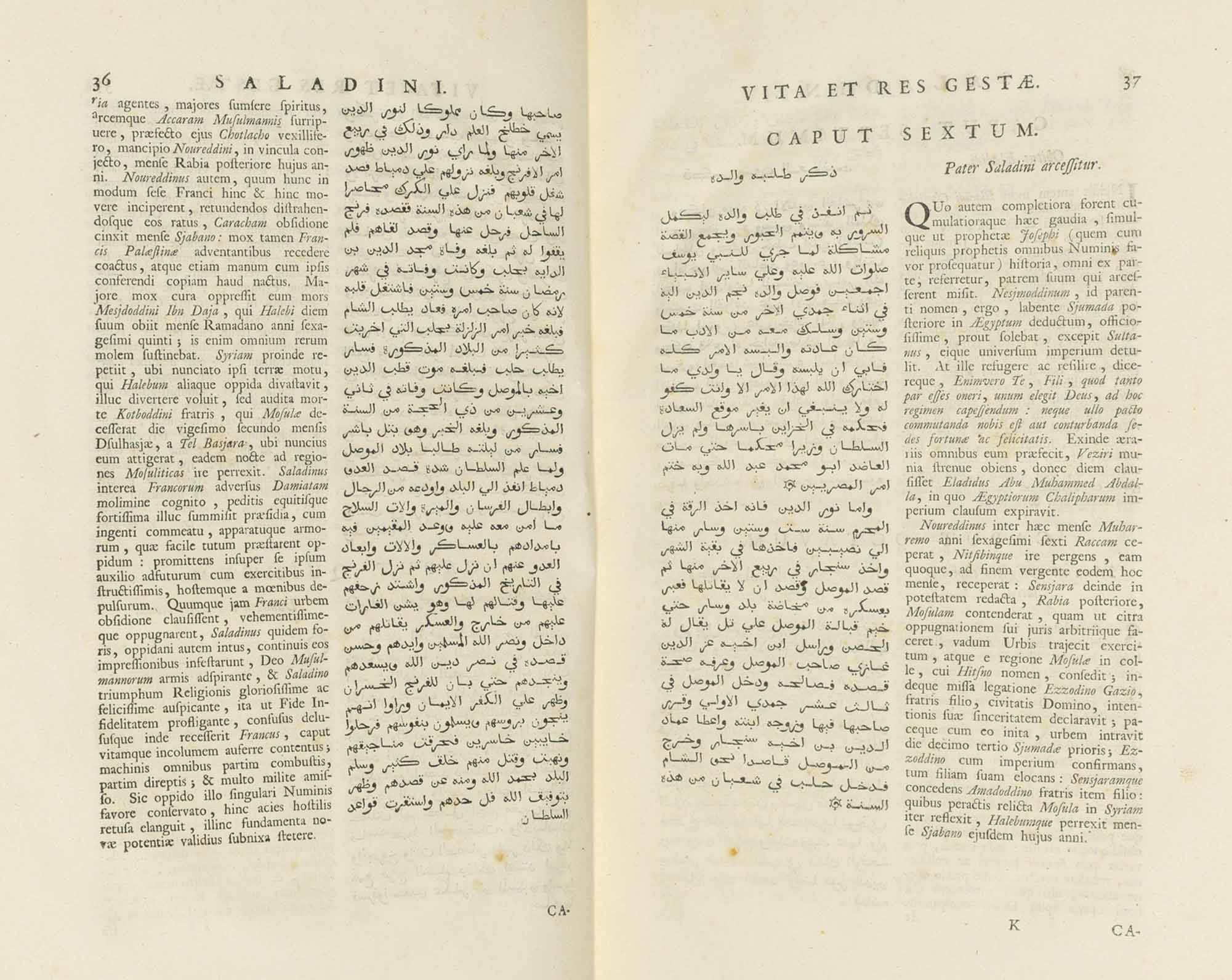
Biografía de Saladino de Baha al-Din con texto paralelo en árabe y latín, publicada en 1732. El trabajo de Baha al-Din contiene varias referencias (principalmente negativas) a Reinaldo.

La mayor parte de la información sobre la vida de Reinaldo fue registrada por autores musulmanes, que le eran hostiles. Baha al-Din lo describió como un "monstruoso infiel y terrible opresor" en su biografía de Saladino. Saladino comparó a Reinaldo con el rey de Etiopía que había intentado destruir La Meca en 570 y fue llamado el "Elefante" en la sura Al-Fil del Corán. Ibn al-Athir lo describió como "uno de los francos más diabólicos y uno de los más demoníacos", y agregó que Reinaldo "tenía la más fuerte hostilidad hacia los musulmanes". Los extremistas islámicos todavía consideran a Reinaldo como un símbolo de sus enemigos: una de las dos cartas bombas escondidas en un avión de carga en 2010 estaba dirigida al "Crac de Reinaldo" en clara referencia a él.
La mayoría de los autores cristianos que escribieron sobre Reinaldo en los siglos xii y xiii fueron influenciados por el oponente político de Reinaldo, Guillermo de Tiro. El autor de la Estoire d'Eracles afirmó que el ataque de Reinaldo contra una caravana a finales de 1186 y 1187 fue la "razón de la pérdida del Reino de Jerusalén". Los historiadores modernos generalmente también han tratado a Reinaldo como un "inconformista que hizo más daño a la causa cristiana que a la causa [musulmana]". Runciman lo describe como un merodeador que no pudo resistir la tentación presentada por las caravanas ricas que pasaban por Transjordania. Sostiene que Reinaldo atacó una caravana durante la tregua de 1180 porque "no podía entender una política que iba en contra de sus deseos". Cobb presenta a Reinaldo como el "némesis implacable de Saladino", y agrega que las acciones provocativas de Reinaldo condujeron inevitablemente a la fatal invasión de Saladino contra el Reino de Jerusalén. Junto con Guido de Lusignan y los caballeros templarios, Reinaldo es uno de los personajes negativos de Kingdom of Heaven, una película épica dirigida por Ridley Scott y estrenada en 2005. Interpretado por Brendan Gleeson, Se presenta a Reinaldo en la película como un agresivo fanático cristiano que deliberadamente provoca un conflicto con los musulmanes para lograr su destrucción total.
Algunos autores cristianos consideraron a Reinaldo como un mártir de la fe. Después de enterarse de la muerte de Reinaldo por el hermano del rey Guy, Godofredo de Lusignan, Pedro de Blois le dedicó un libro (titulado La pasión del príncipe Reinaldo de Antioquía) poco después de su muerte. La Pasión subraya que Reinaldo defendió la Vera Cruz en Hattin. Entre los historiadores modernos, Hamilton retrata a Reinaldo como "un líder cruzado experimentado y responsable" que hizo varios intentos para evitar que Saladino uniera los reinos musulmanes a lo largo de las fronteras de los Estados cruzados. Cobb describe sus comentarios como "intentos de disipar" la "mala prensa" de Reinaldo. El historiador Alex Mallett se refiere a la expedición naval de Reinaldo como "uno de los episodios más extraordinarios de la historia de las Cruzadas y, sin embargo, uno de los más pasados por alto". En 2017, el periodista Jeffrey Lee publicó una biografía sobre Reinaldo, titulada God's Wolf, presentándolo, según el historiador John Cotts, en un estilo casi hagiográfico como un hombre leal, valiente y talentoso. guerrero. El libro de Lee fue elogiado por James Delingpole, un bloguero asociado con Breitbart, quien atribuyó la mala reputación de Reinaldo en Occidente al "autodesprecio cultural", pero historiadores como Matthew Gabriele criticaron duramente el enfoque de Lee. Gabriele concluye que el libro de Lee "violenta el estudio del pasado" debido a su uso acrítico de fuentes primarias y su obvio intento de establecer una conexión entre la historia medieval y la política del siglo XXI.